# Tragus (geslacht)
Tragus is een geslacht uit de grassenfamilie (Poaceae).